# Pedagogika medialna
Pedagogika medialna – jedna z dziedzin pedagogiki, która podejmuje problemy (nieznane dotychczas w edukacji) związane ze zjawiskami, które towarzyszą komunikacji medialnej. Analizuje procesy powstałe w momencie tworzenia się globalnego społeczeństwa.
Ukazuje rolę działań wychowawczych, które zmierzają do przygotowania uczących się do właściwego odbioru komunikatów medialnych. Określa wpływ i zasięg oddziaływania mass mediów na człowieka.